# Хауснер, Отто
Отто Хауснер (пол. Otto Hausner; 1827, Броды Австрийская империя — 26 февраля 1890, Лемберг, Австро-Венгрия (ныне Львов)) — польский политик, статистик, экономист, историк искусства, писатель. Депутат австрийского Рейхсрата и Галицкого Сейма. Почётный гражданин городов Львов, Броды, Дрогобыч, Самбор, Станиславов и Жолква.

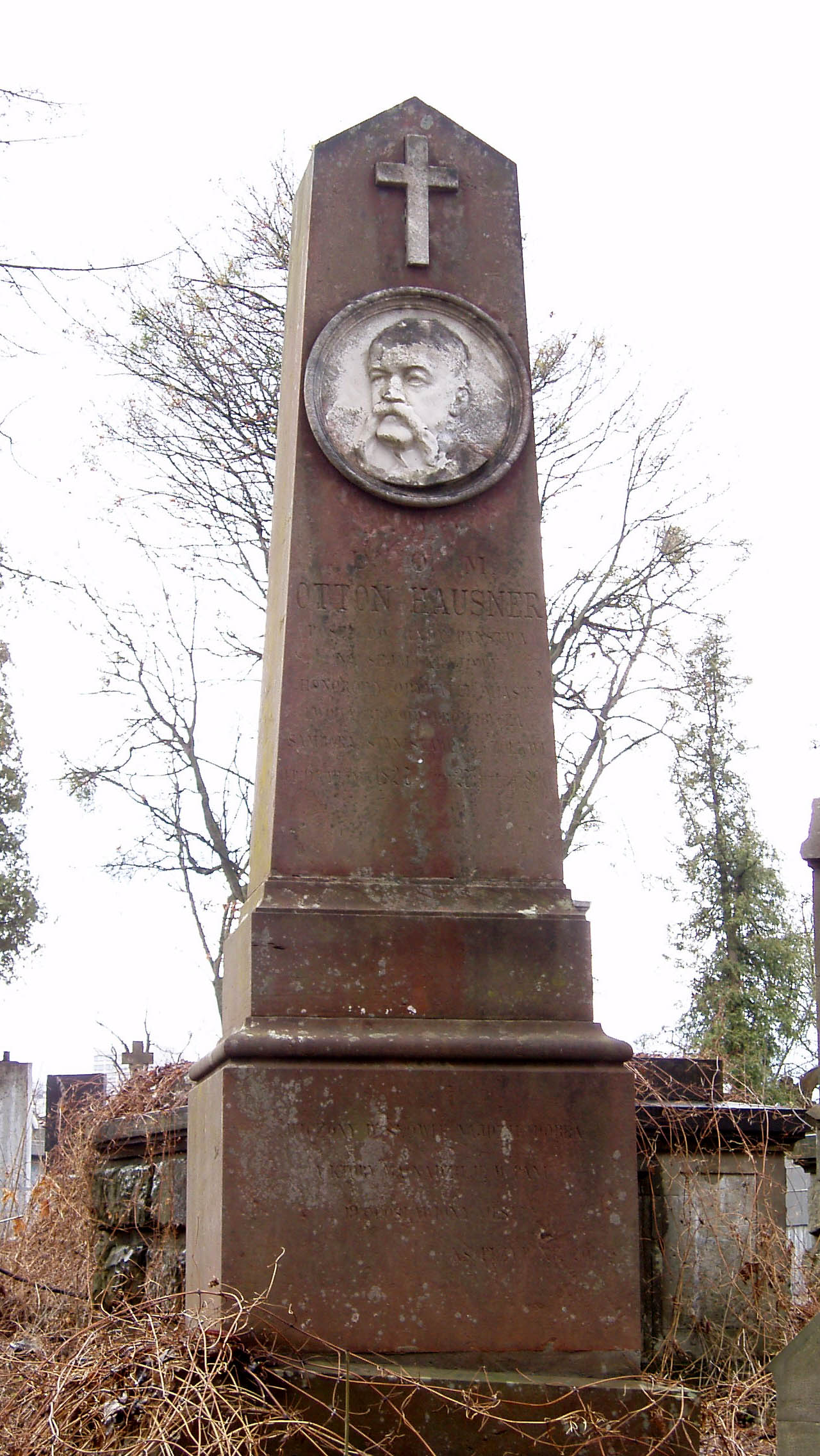
Памятник на могиле О. Хауснера на Лычаковском кладбище Львова

## Биография
Родился в богатой купеческой семье немецкого происхождения. Обучался во Львовском университете, затем изучал медицину в университетах Вены и Берлина. По профессии врач.
В рядах академического легиона принимал участие в революции 1848—1849 годов в Австрийской империи и в Берлине. После этого обучался агрономии в Гогенгеймском университете.
Затем переселился в Галицию. Занялся изучением статистики, экономики и истории искусства.
В 1873 г. был выбран депутатом в галицкий сейм, а с 1878 г. — депутатом австрийского рейхсрата, где примыкал к группе польских посланников и в 1879 г. стал председателем польской франции. Приобрел известность речами против оккупации Боснии и Герцеговины и Берлинского трактата. В парламенте был членом многих комитетов, особенно занимающихся экономическими вопросами. Представлял интересы формирующейся городской буржуазии, стремился увеличить количество муниципальных депутатов и изменить избирательное законодательство для пользы торгово-промышленных палат.
Активный противник немецкой политики. Совершил много поездок во всей Европе, часто бывал в Италии.
Автор двухтомного справочника известных битв с начала истории человечества (Schlachtenlexikon), трудов по статистике и экономике. Большой поклонник искусства, в том числе живописи и скульптуры.
Умер во Львове и похоронен на Лычаковском кладбище.

## Избранные произведения
- «L’oeuvre de la peinture italienne» (1859)
- «Vergleichende Statistik von Europa» (Лемберг, 1865);
- «Versuch einer vergleichenden Monographie der Carl Ludwig-Bahn» (1875);
- «Das menschliche Elend» (Вена, 1879);
- «Deutschtum u. Deutsches Reich» (1880).